# Quartier Notre-Dame (Versailles)
Pour les articles homonymes, voir Quartier Notre-Dame.
Notre-Dame est un quartier de la ville Versailles dans le département français des Yvelines. Le quartier est situé au nord de l'axe du château de Versailles—avenue de Paris, et tient son nom de l'église Notre-Dame qui constitue la paroisse du château. C'est le premier quartier, construit lors de la création de la ville nouvelle sous Louis XIV. Notre-Dame héberge notamment le théâtre Montansier ouvert en 1777, le musée Lambinet, l’hôtel du bailliage qui abritait le tribunal local sous l’Ancien Régime — désormais le cœur du pittoresque quartier des antiquaires — et possède toujours les rues les plus commerçantes de Versailles : la rue de la Paroisse, la rue Hoche (originellement rue Dauphine) et la rue du Maréchal-Foch, à quoi il faut ajouter, la place du marché Notre-Dame, ceinturée par ses halles. 

## Historique

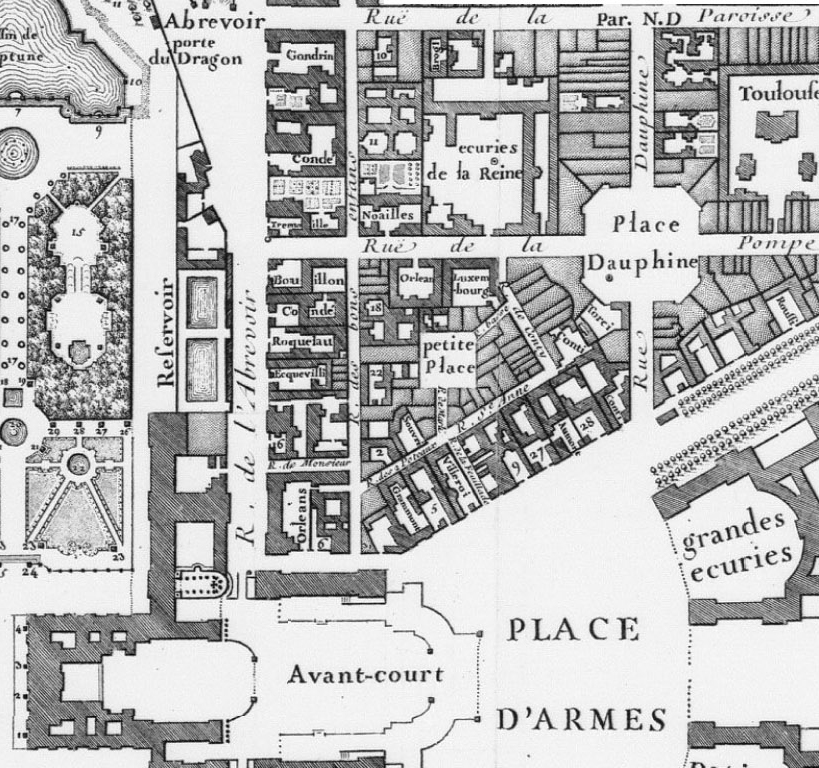
Une partie du quartier Notre-Dame vers 1746.

Le quartier Notre-Dame est le quartier le plus ancien de Versailles. Il a été édifié sous Louis XIV pour embellir les abords du château de Versailles. Les premiers habitants s'y installent à partir de 1671. L'église Notre-Dame est construite pour répondre aux besoins des fidèles du nouveau quartier. Le marché Notre-Dame pourvoit aux besoins alimentaires, à compter du 22 mai 1671.

## Lieux et monuments
- Théâtre Montansier,
- Marché Notre-Dame,
- Hôpital Richaud (ancien Hôpital Royal),
- Cimetière Notre-Dame de Versailles,
- Monument national de la Gendarmerie, place de la Loi.
- La place Hoche : située dans la perspective de l'église Notre-Dame et ouverte en 1671, elle porte initialement le nom de « place Dauphine ». Il s'agit de la première du pays à avoir une forme octogonale, ce qui illustre le souci du roi Louis XIV de penser l'urbanisme de sa ville de manière raisonnée. Au Nord-Est de la place, se trouve un hôtel particulier sur la façade duquel figure l'inscription « à la reine de France » ; construit en 1769, il a appartenu à l'architecte Jean-François Heurtier. Sous la Révolution, sept personnes sont guillotinées sur la place. En 1836 est inaugurée en son centre une statue en bronze du général Lazare Hoche, œuvre d'Henri Lemaire. En 1880, une plaque commémorative est installée sur son socle[1]. Durant la Seconde Guerre mondiale, sept résistants âgés de 22 à 50 ans y sont arrêtés, puis déportés ; une plaque leur rend hommage[2].

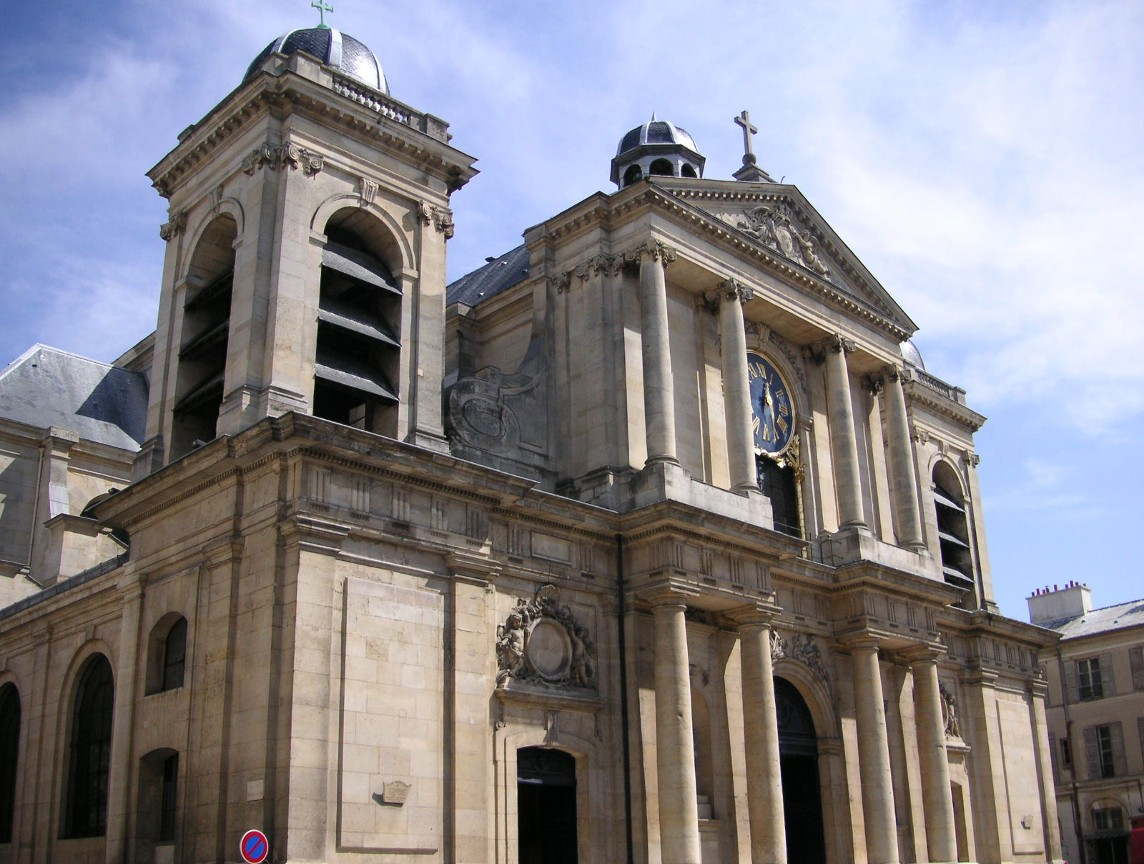
L'église Notre-Dame depuis la rue de la Paroisse.
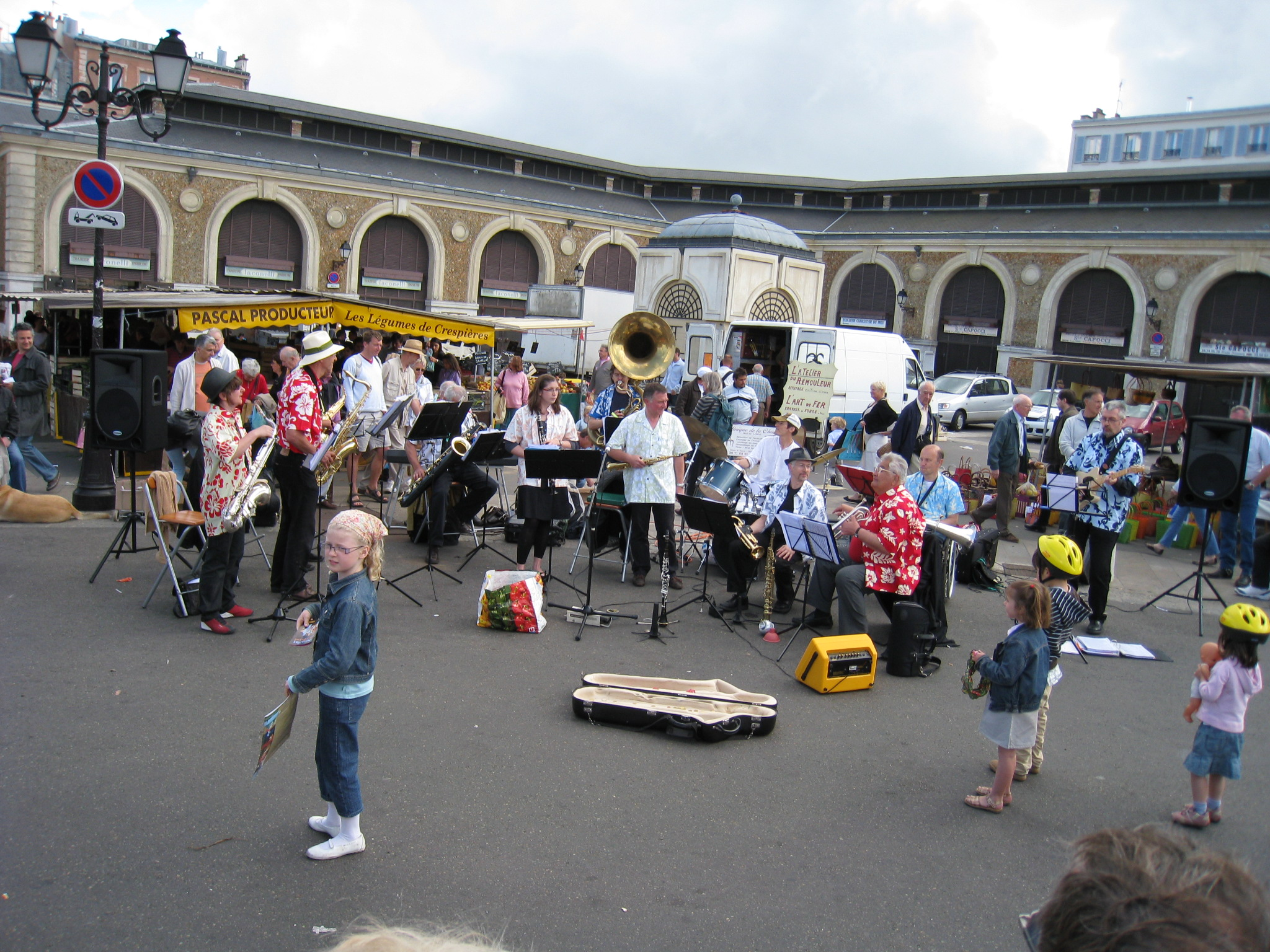
Place du marché Notre-Dame et ses halles.
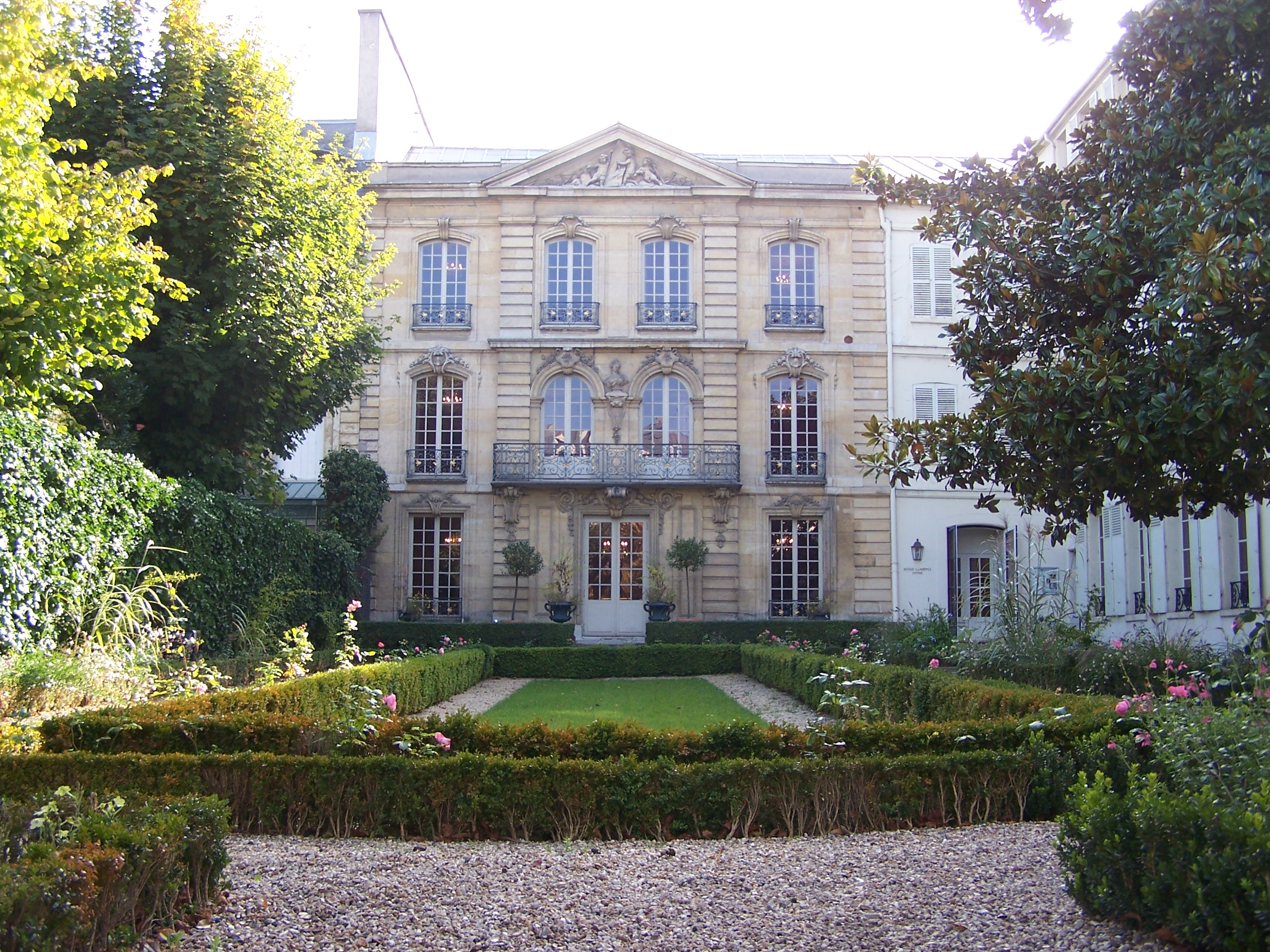
Le musée Lambinet depuis boulevard de la Reine.
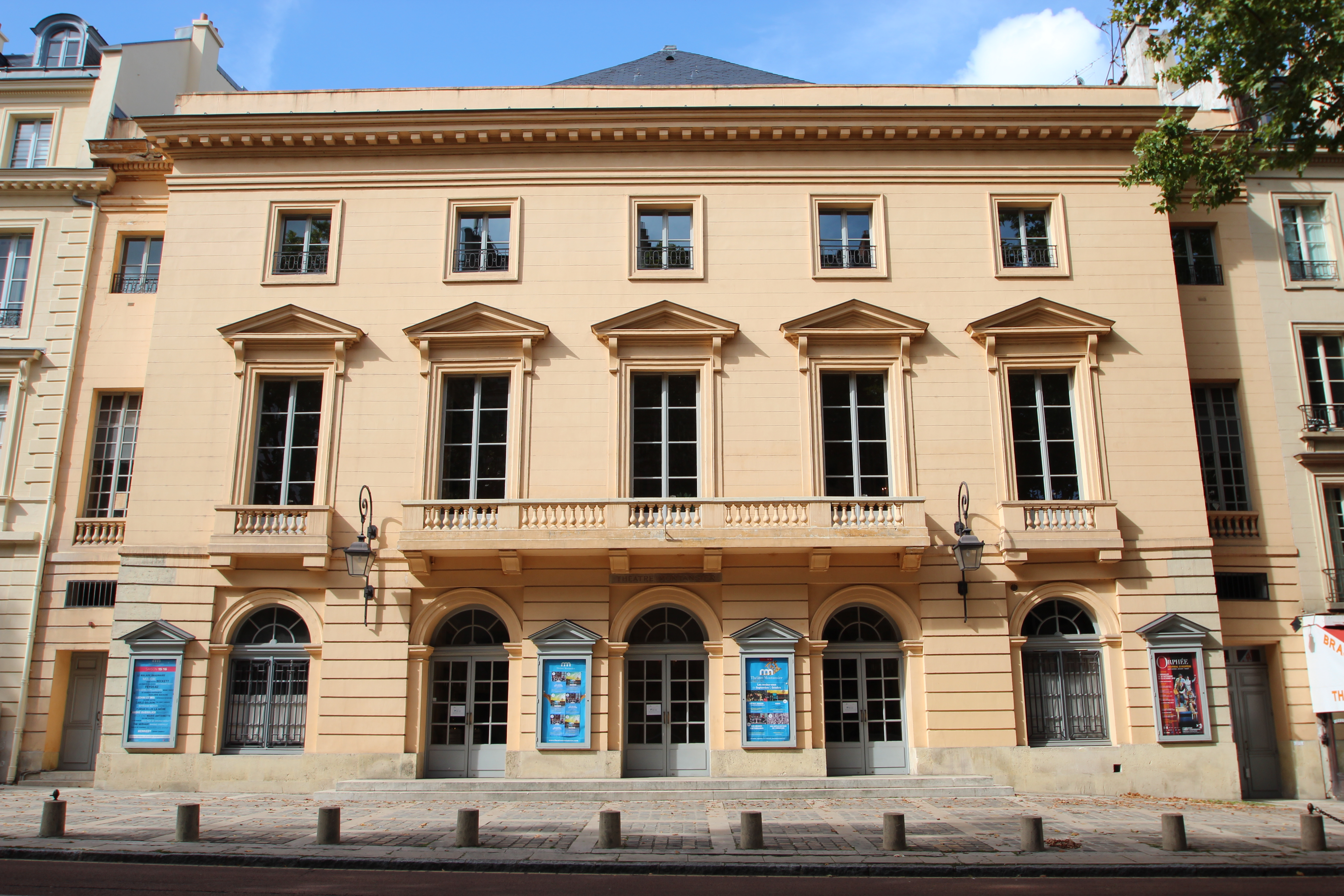
Le théâtre Montansier.
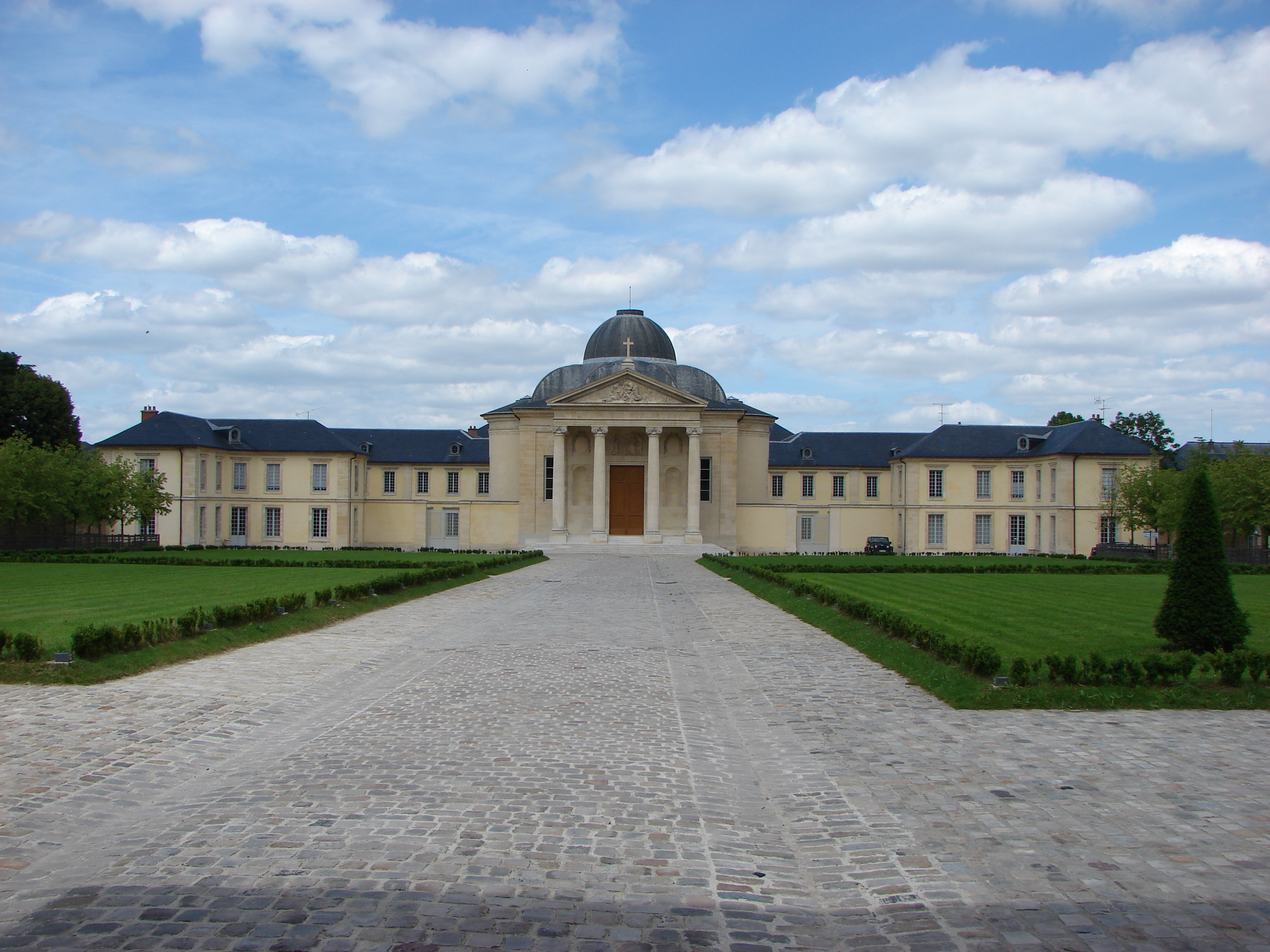
Le lycée Hoche (ancien couvent de la Reine).
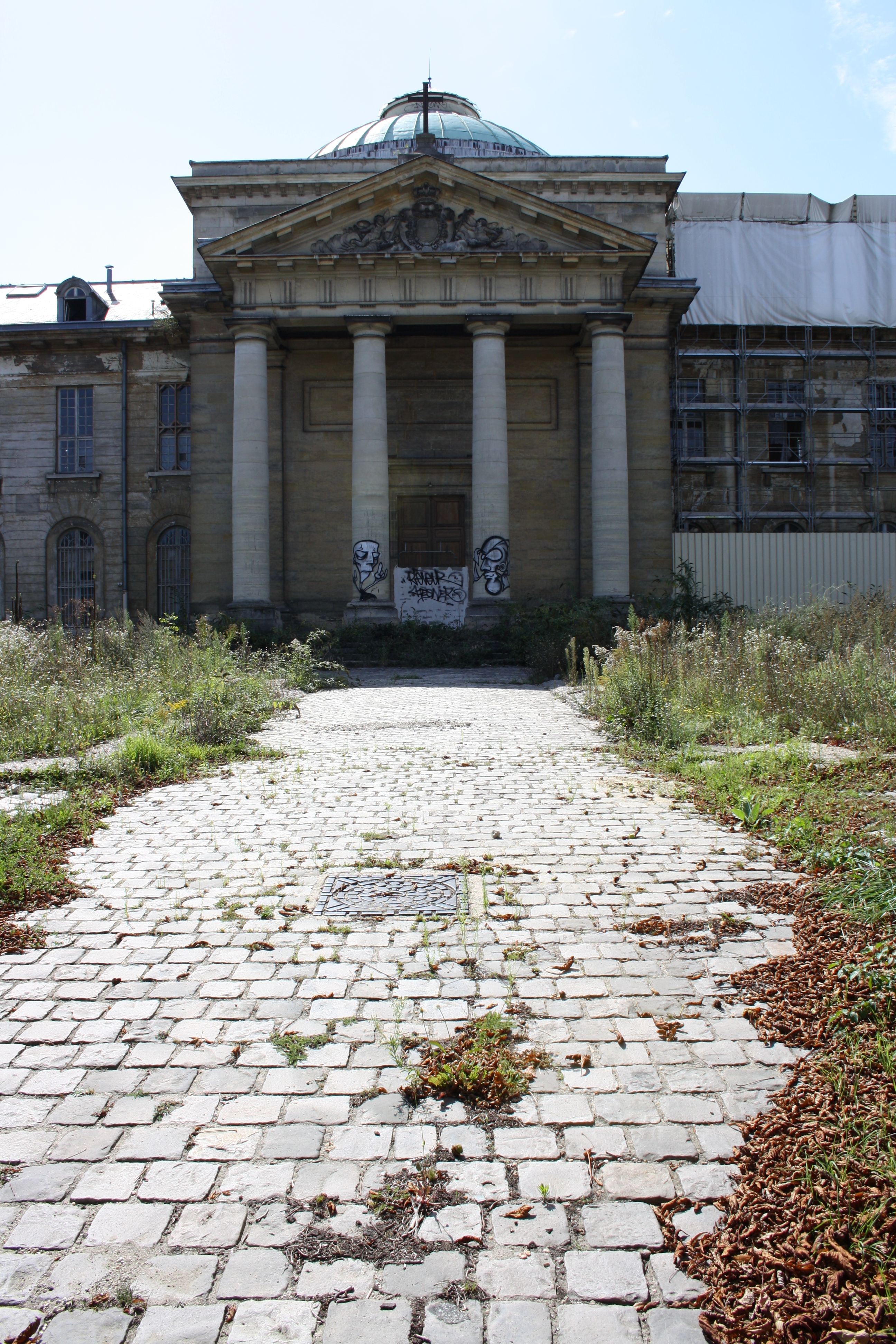
L'hôpital Richaud (avant sa réhabilitation).
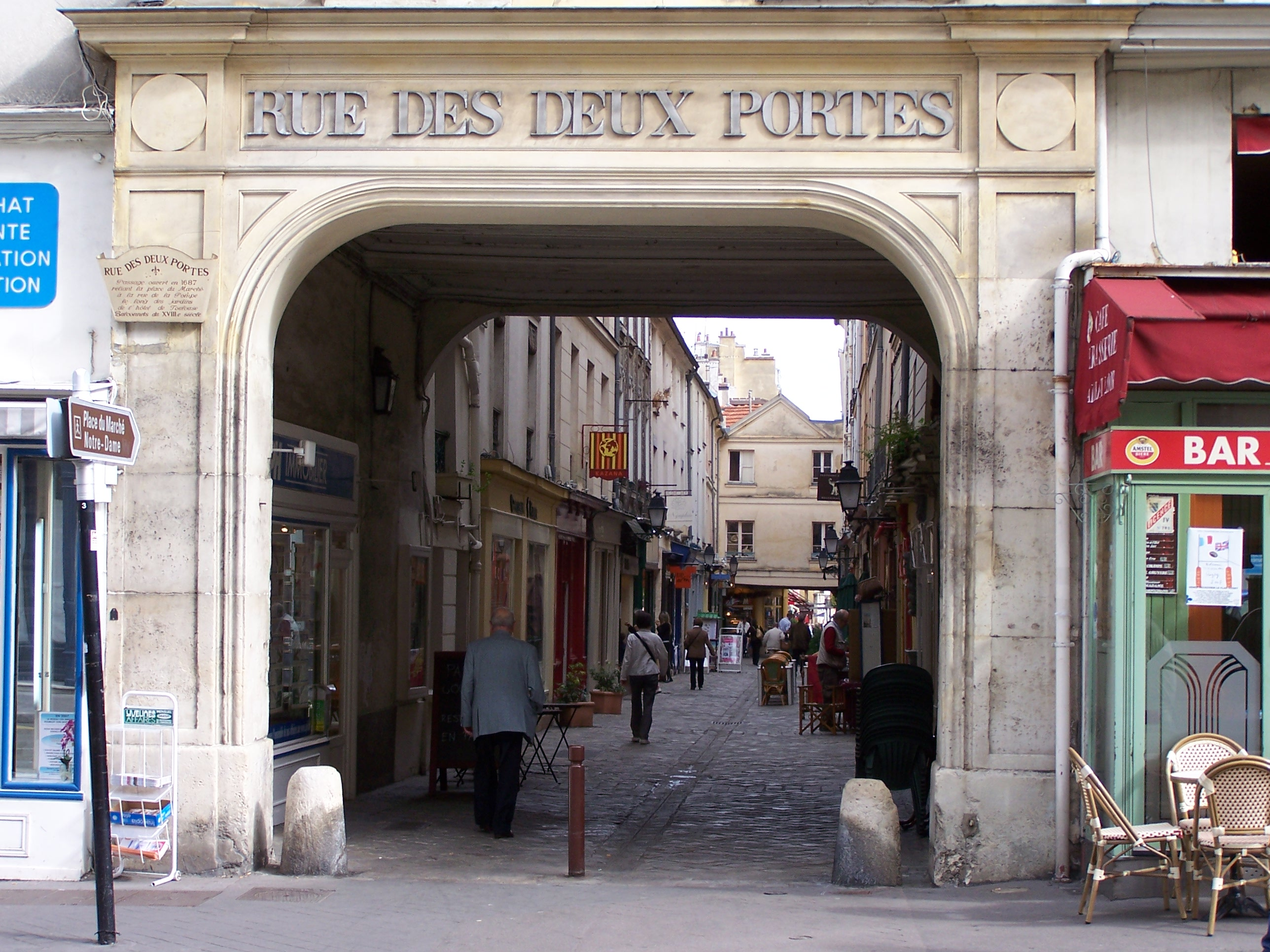
Le passage des Deux-Portes, reliant la place du marché et la rue Carnot, dans le quartier Notre-Dame.
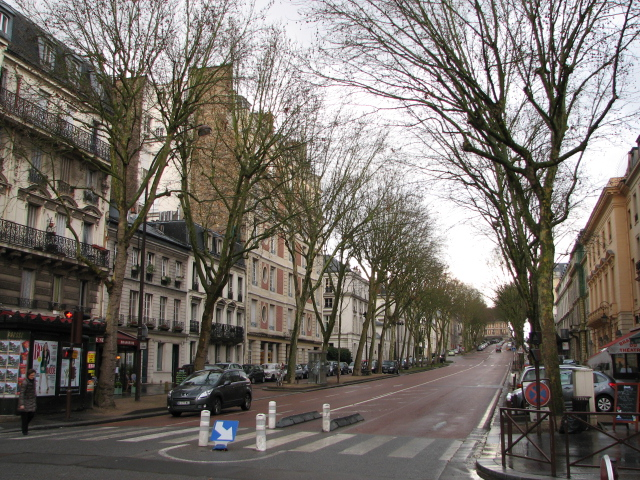
Rue des Réservoirs.
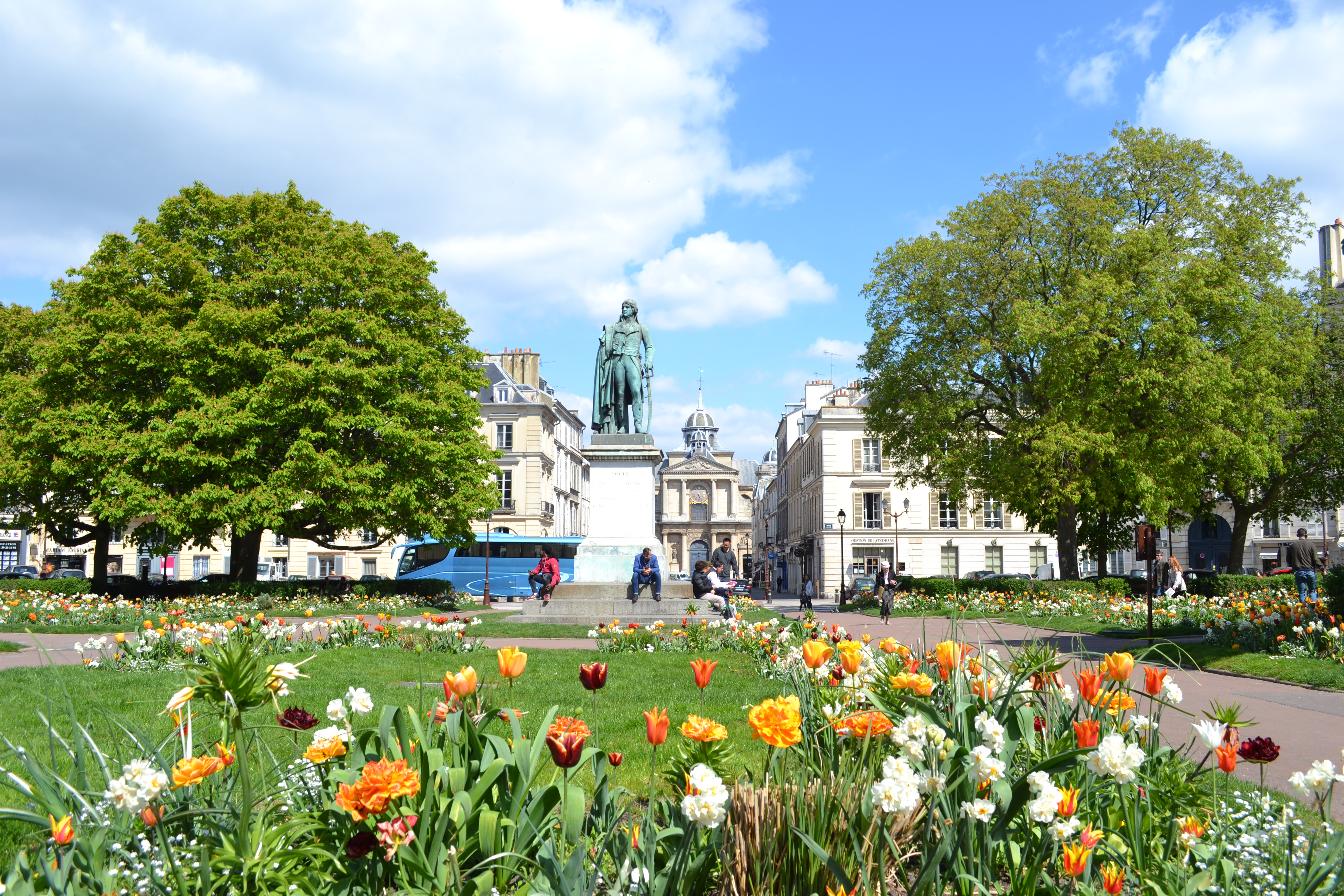
Place Hoche.

## Musées
- Musée Lambinet

## Enseignement
- Lycée Hoche